# 1257
1257 (MCCLVII) var ett normalår som började en måndag i den julianska kalendern.

## Händelser

### Okänt datum
- Det novgorodska anfallet mot Tavastland avslutas.
- Från detta år är domkapitlet i Skara belagt i skriftliga källor.
- Medelpad omnämns för första gången som en separat enhet, men det är oklart om det är skilt från Hälsingland eller är en del av det.
- Birger jarl instruerar sina män att inte kalla de norska gästerna för "baggar".
- Den norske kungen Håkon Håkonssons son Magnus blir hans medregent.
- Staden Wolgast får stadsprivilegium.
- Berget Samalas vulkan får ett gigantiskt utbrott på ön Lombok, Indonesien. Det är ett av de största vulkanutbrotten under de senaste 10 000 åren och skapar allvarliga klimatförändringar över hela världen. Det leder till allvarlig hungersnöd och dödsfall och till en av de största geopolitiska förändringarna över hela världen under de påföljande århundradena.[1]

## Födda
- Agnes av Brandenburg, drottning av Danmark 1273–1286, gift med Erik Klipping.

## Avlidna
- april – Shajar al-Durr, egyptisk sultaninna.
- 30 april eller 5 maj – Håkon den unge, kung av Norge sedan 1240.